# Léssagou Habé
Léssagou Habé is een gemeente (commune) in de regio Mopti in Mali. De gemeente telt 15.600 inwoners (2009).